# Randi Fisher
Randi Christine Fisher, under en period Bergholtz, född 1 april 1920 i Melbourne, Australien, död 9 februari 1997 i Helsingborgs Maria församling, Skåne län, var en svensk konstnär.

## Biografi
Randi Fisher var dotter till textilkonstnären Eivor Fisher. Hon utbildade sig 1937–1939 på Tekniska skolan och studerade 1939–1944 vid Kungliga Konsthögskolan i Stockholm, först för Isaac Grünewald och sedan för Sven Erixson. Hon deltog som enda kvinna i utställningen Ung konst 1947 på galleri Färg och Form i Stockholm. I en recension av utställningen myntade konstkritikern Lars Erik Åström begreppet 1947 års män för att referera till denna grupp konstnärer som senare skulle komma att kallas konkretister. 
Randi Fisher arbetade med måleri i olja, gouache, tempera och akvarell och finns representerad bland annat på Moderna museet i Stockholm, Norrköpings konstmuseum, Skissernas museum i Lund, Västerås konstmuseum och Helsingborgs stads konstsamling samt Östersunds kommuns konstsamling. År 1956 hade hon en separatutställning på Färg och Form. Hon har gjort bokomslag för böcker och diktsamlingar av framförallt Ulla Isaksson och Maria Wine; den förra främst på Rabén & Sjögren, den senare Bonniers. Under 1950-talet arbetade hon allt mer med offentlig konst som muralmåleri, textilkonst och glasmåleri. På utställningen H55 i Helsingborg deltog hon med en flossamatta gjord för Sofia Magdalena kyrka i Askersund.
Hon var verksam i Stockholm fram till 1960, då hon bosatte sig i Arild i Skåne. Där arbetade hon med glasmåleri både på egen hand och i samarbete med Ralph Bergholtz i Glasverkstan på Skäret, nära Brunnby. De samarbetade vid flera tillfällen med arkitekten Johannes Olivegren.
Randi Fisher var först gift med konstnären Olle Gill 1945–1960 och därefter med Ralph Bergholtz 1963–1977. Hennes morbror var arkitekten Björn Hedvall, och hennes gudmor var teologen Emilia Fogelklou. Hennes syster var koreografen och dansaren Else Fisher. Hon är mor till glaskonstnären Katarina Gill.

## Utställningar
- Randi Fisher – 1947 års kvinna, Skissernas museum i Lund, 13 februari–8 maj 2011
- Randi Fisher – en av 1947 års män, Norrköpings konstmuseum, 20 november 2010–23 januari 2011

## Offentliga verk i urval
- Gustafsbergsemaljer för tidningen Dagbladet Nya Samhället i Sundsvall, 1951; arkitekt Lennart Uhlin
- Muralmålning på uppdrag av Statens konstråd för skolan Småskoleseminariet i Landskrona (nuvarande Seminarieskolan), 1951
- Muralmålningar på Hotell Malmen vid Medborgarplatsen i Stockholm, 1951
- Kormatta, flossa, för Sofia Magdalena kyrka i Askersund, 1955
- Fyra glasmålningar i Västerås domkyrka, 1954–1961 i samband med restaureringen av kyrkan; restaureringsarkitekt Erik Lundberg
- Ridån till barnteatern i Hägerstensåsens medborgarhus, 1957
- Glasmåleri i Ängby kyrka, Bromma, Stockholm, 1959; arkitekt Björn Hedvall
- Ridå "Noaks ark" till Uppenbarelsekyrkan i Hägersten, 1960–1961
- Glasmåleri i Voxtorps kyrka, Voxtorp utanför Kalmar, 1961; restaureringsarkitekt Erik Lundberg
- Glasmåleri i Östra sjukhusets kyrka, Kirseberg, Malmö, 1963
- Glasmåleri i Elinebergs kyrka, Helsingborg, 1966
- Glasmåleri i Garda kyrka, Gotland 1969–1970
- Glasmåleri i Norrtälje kyrka, 1969

## Glasmålningar tillsammans med Ralph Bergholtz
- Sta Katharinastiftelsen, Stockholm
- Betlehemskyrkan, Gustavi domkyrka och Biskopsgårdens kyrka, alla i Göteborg
- Solbergskyrkan i Grums och i Åmotfors kyrka
- Wesleykyrkan i Borås
- Österängskyrkan i Jönköping
- Ansgarskyrkan i Eskilstuna
- Trollhättans kyrka
- Nävertorps kyrka i Katrineholm
- Hasslövs kyrka
- Ekeby kyrka
- Barkåkra kyrka

## Teater

### Roller
| År   | Roll                            | Produktion                | Regi           | Teater                          |
| 1944 | Lejonet En tennsoldat Musikslav | Clownen Beppo Else Fisher | Ingmar Bergman | Medborgarteatern Folkparksturné |